# Conjunto de Julia

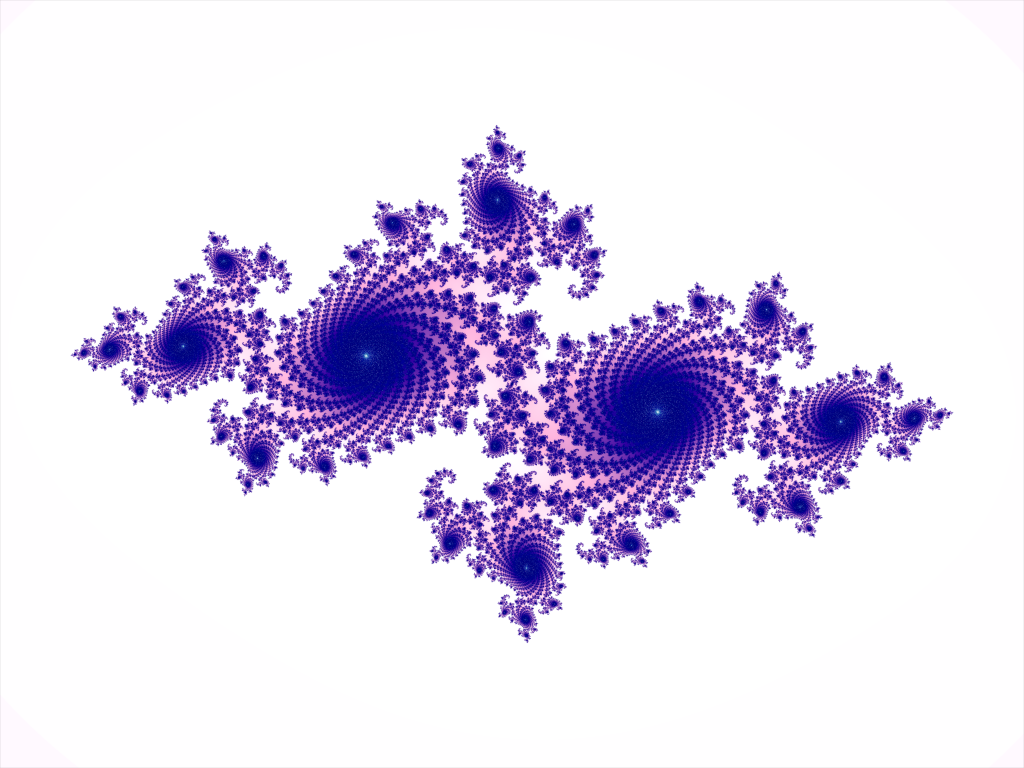
Um conjunto de Julia

No contexto de dinâmica complexa, um tópico da matemática, o conjunto de Julia e o conjunto de Fatou são dois conjuntos complementares definidos por uma função. Informalmente, o conjunto de Fatou de uma função consiste nos valores com a propriedade de que todos os valores próximos comportam-se de forma similar por iterações repetidas, e o conjunto de Julia consiste dos valores tais que uma perturbação arbitrariamente pequena pode causar mudanças drásticas na sequência de valores iterados da função.
Assim, o comportamento da função do conjunto de Fatou é dito 'regular', enquanto no conjunto de Julia ele é 'caótico'.
O conjunto de Julia de uma função {\displaystyle f} é usualmente denotado {\displaystyle J(f)}, e o conjunto de Fatou denotado {\displaystyle F(f)}. Esses conjuntos tem seu nome em homenagem aos matemáticos franceses Gaston Julia e Pierre Fatou, cujos trabalhos começaram o estudo de dinâmica complexa no início do século XX.

## Polinômios quadráticos
Um exemplo de sistema dinâmico complexo é o da família de polinômios quadráticos, um caso especial de mapa racional. O polinômio quadrático pode ser expresso como:
{\displaystyle f_{c}(z)=z^{2}+c\,}
(onde o parâmetro {\displaystyle c\,} é um número complexo)

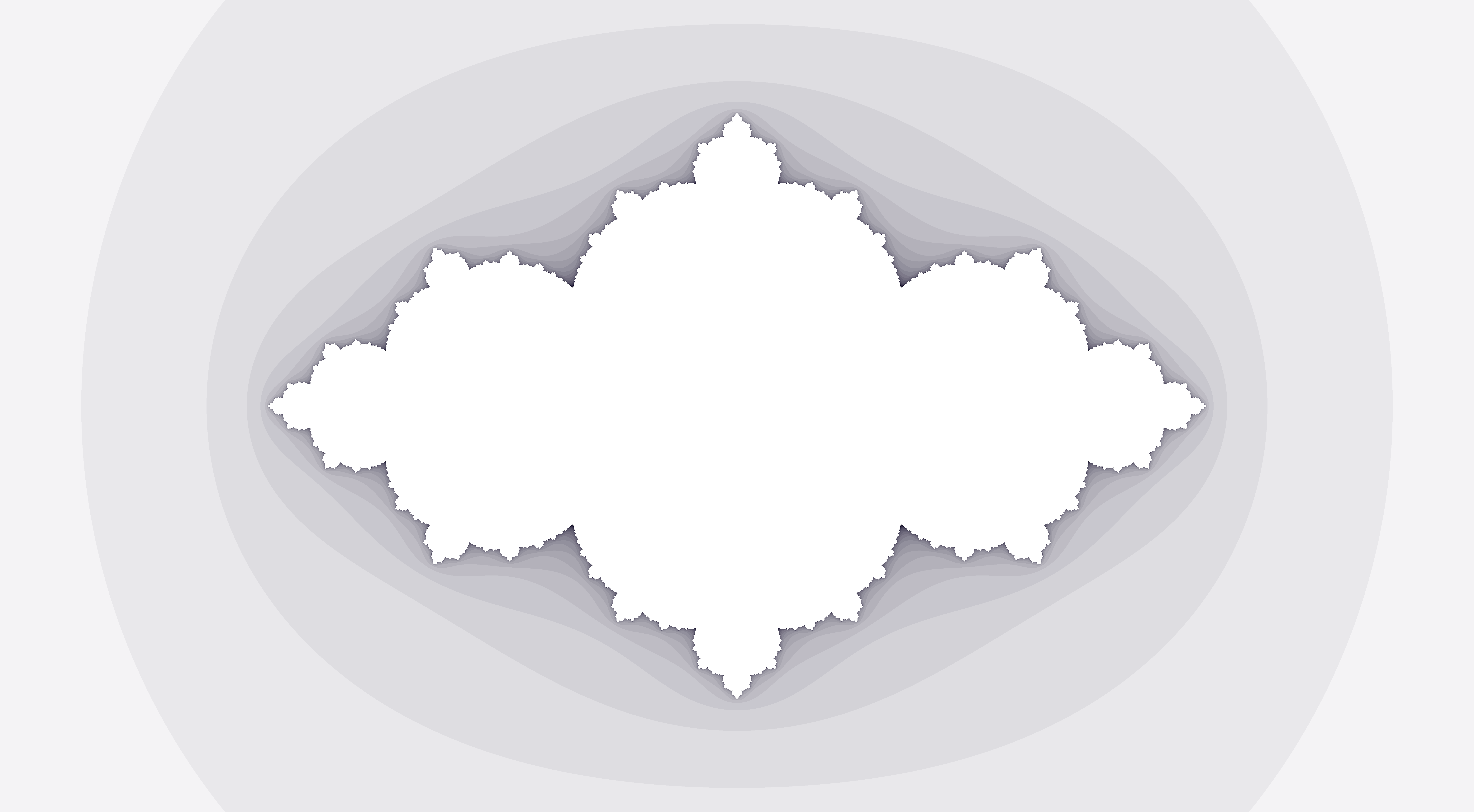
Filled Conjunto de Julia para fc, c=1−φ onde φ é a razão áurea
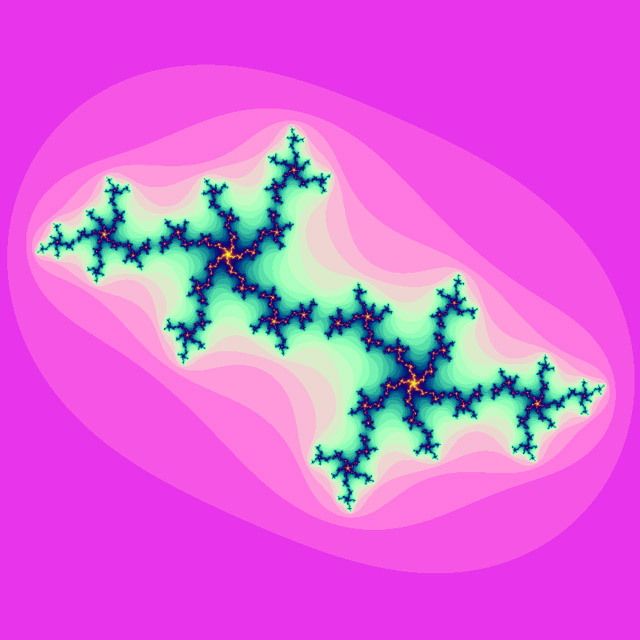
Conjunto de Julia para fc, c=(φ−2)+(φ−1)i =-0.4+0.6i
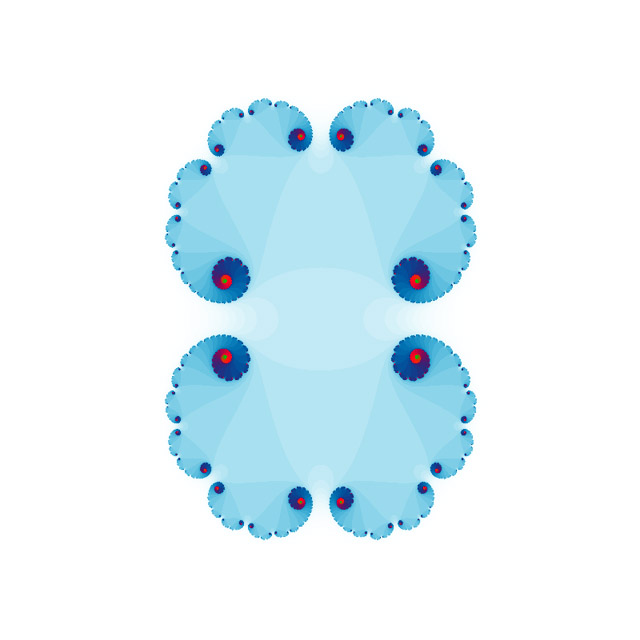
Conjunto de Julia para fc, c=0.285+0i
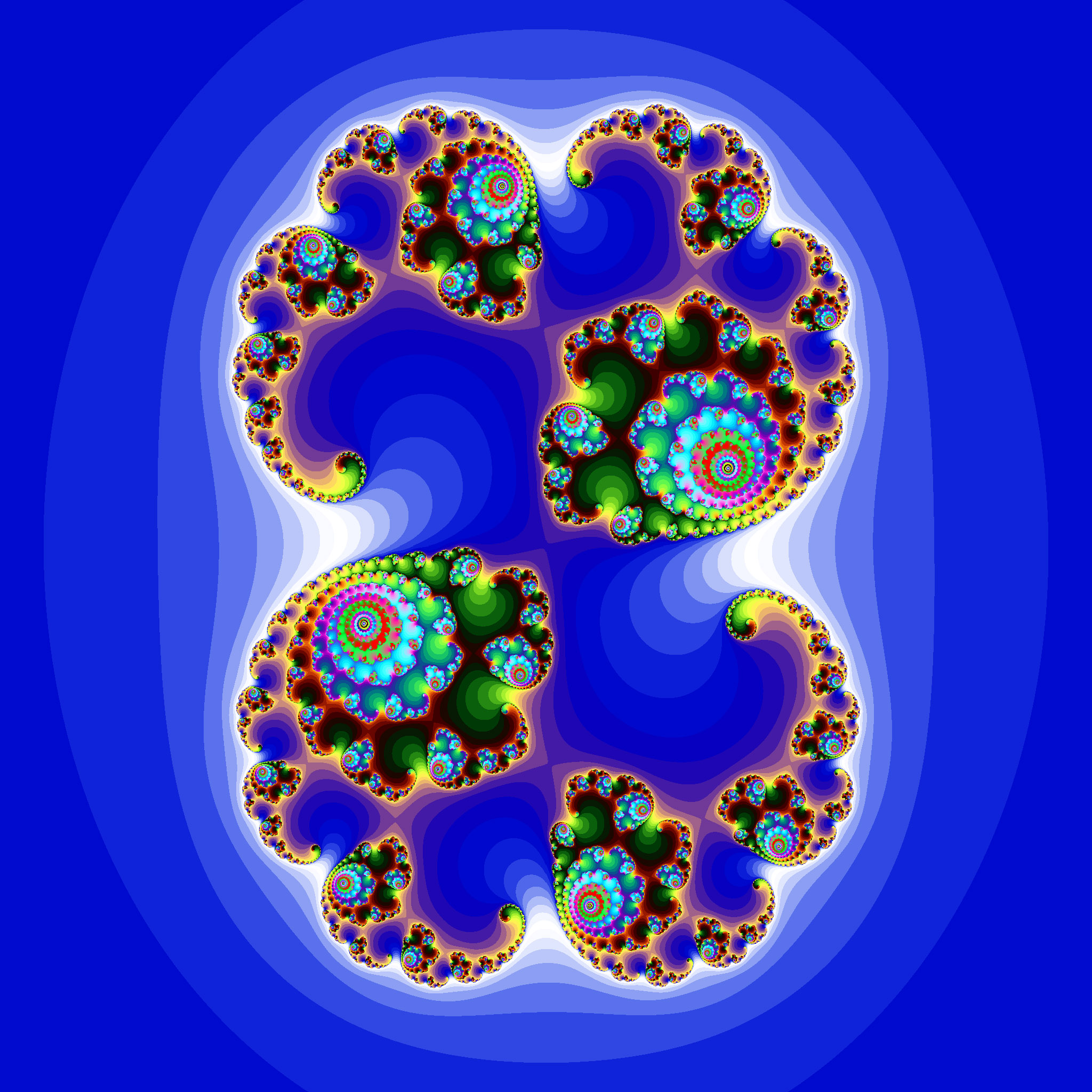
Conjunto de Julia para fc, c=0.285+0.01i
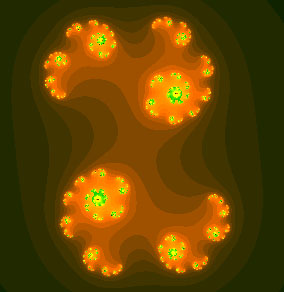
Conjunto de Julia para fc, c=0.45+0.1428i
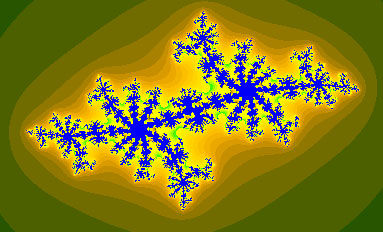
Conjunto de Julia para fc, c=-0.70176-0.3842i
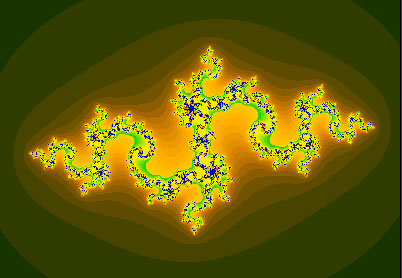
Conjunto de Julia para fc, c=-0.835-0.2321i

Nesse caso, os valores do parâmetro {\displaystyle c} para os quais o conjunto de Julia é conexo formam o conjunto de Mandelbrot.

## Quaterniões

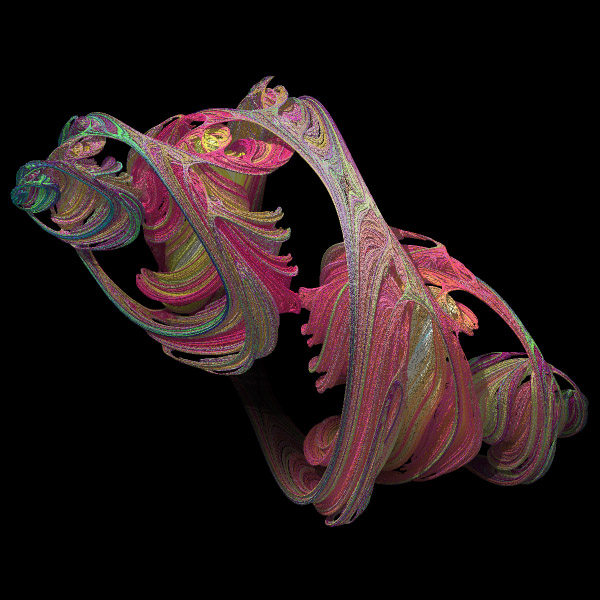
Conjunto de Julia gerado por uma função dos quaterniões.
- Fatias tridimensionais através do conjunto de Julia (quadri-dimensional) de uma função dos quaterniões.

## Conjunto de Julia Cheio
Seja {\displaystyle P:\mathbb {C} \cup \{\infty \}\rightarrow \mathbb {C} \cup \{\infty \}} um polinômio complexo mônico de grau {\displaystyle d\geq 2}. Denotamos por {\displaystyle P^{n}} a {\displaystyle n-}ésima iterada de {\displaystyle P}. O Conjunto de Julia Cheio de {\displaystyle P} é definido por
{\displaystyle K(P)=\{z:P^{n}(z),{\text{nâo tende para }}\infty \}}
Com a definição de conjunto de Julia Cheio e com a definição do
conjunto de Julia, observamos que o conjunto de Julia é o bordo do conjunto de Julia
Cheio:
{\displaystyle J(f)=\partial K(f)}

### Exemplos

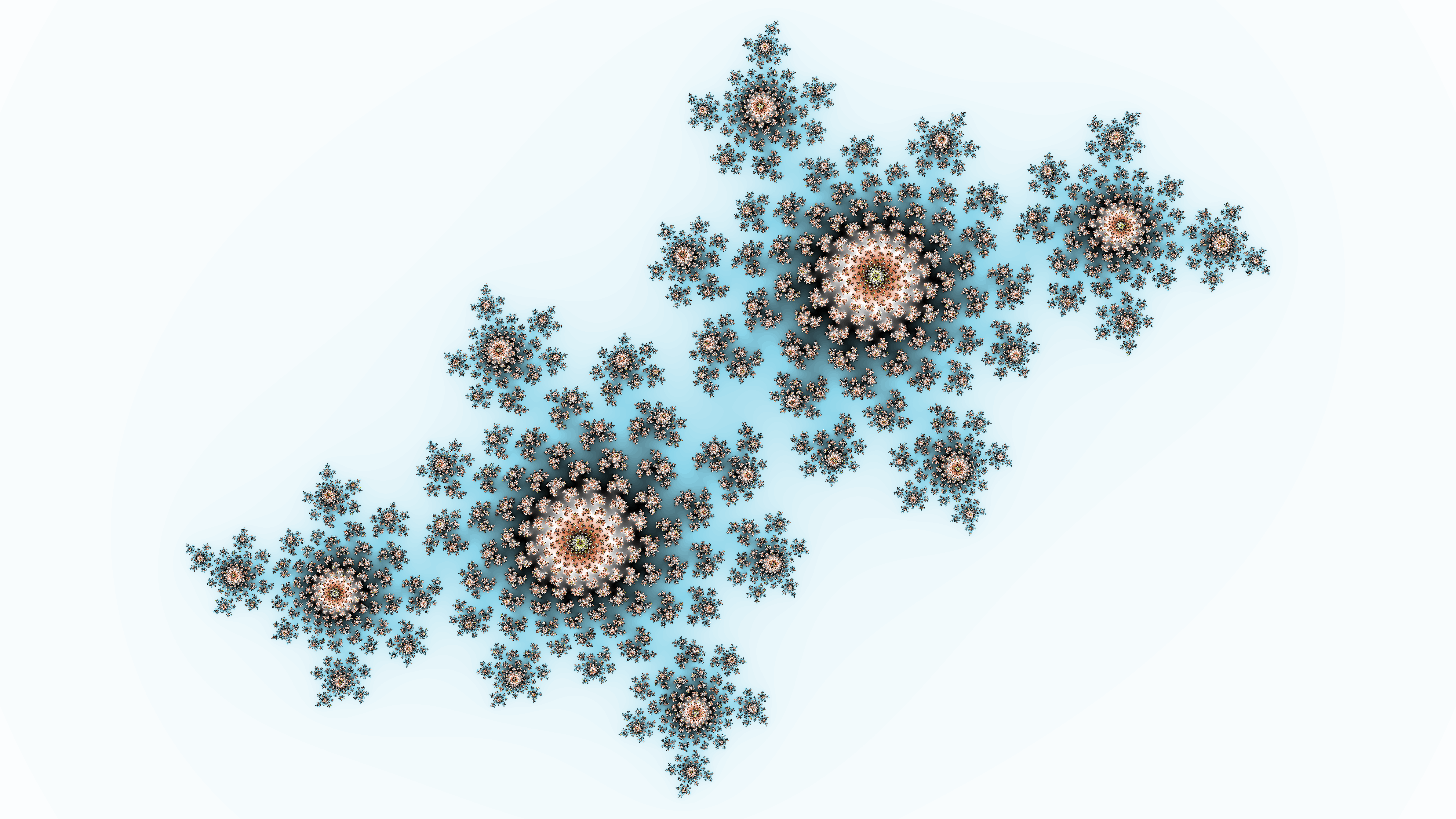
Conjunto de Julia Cheio P(z) =z2−0.4+0.6i.
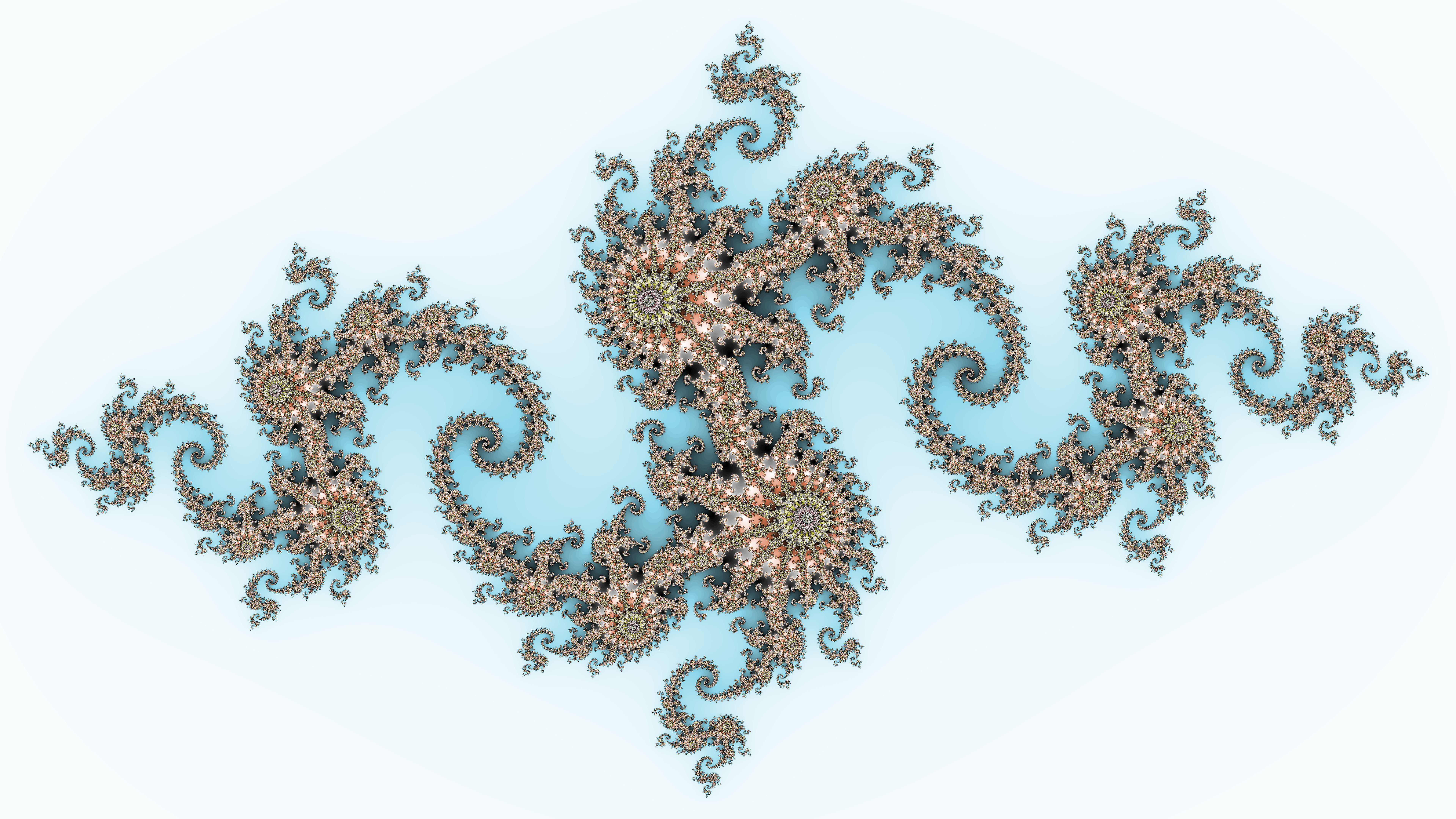
Conjunto de Julia Cheio P(z) =z2 −0.8 + 0.156i.
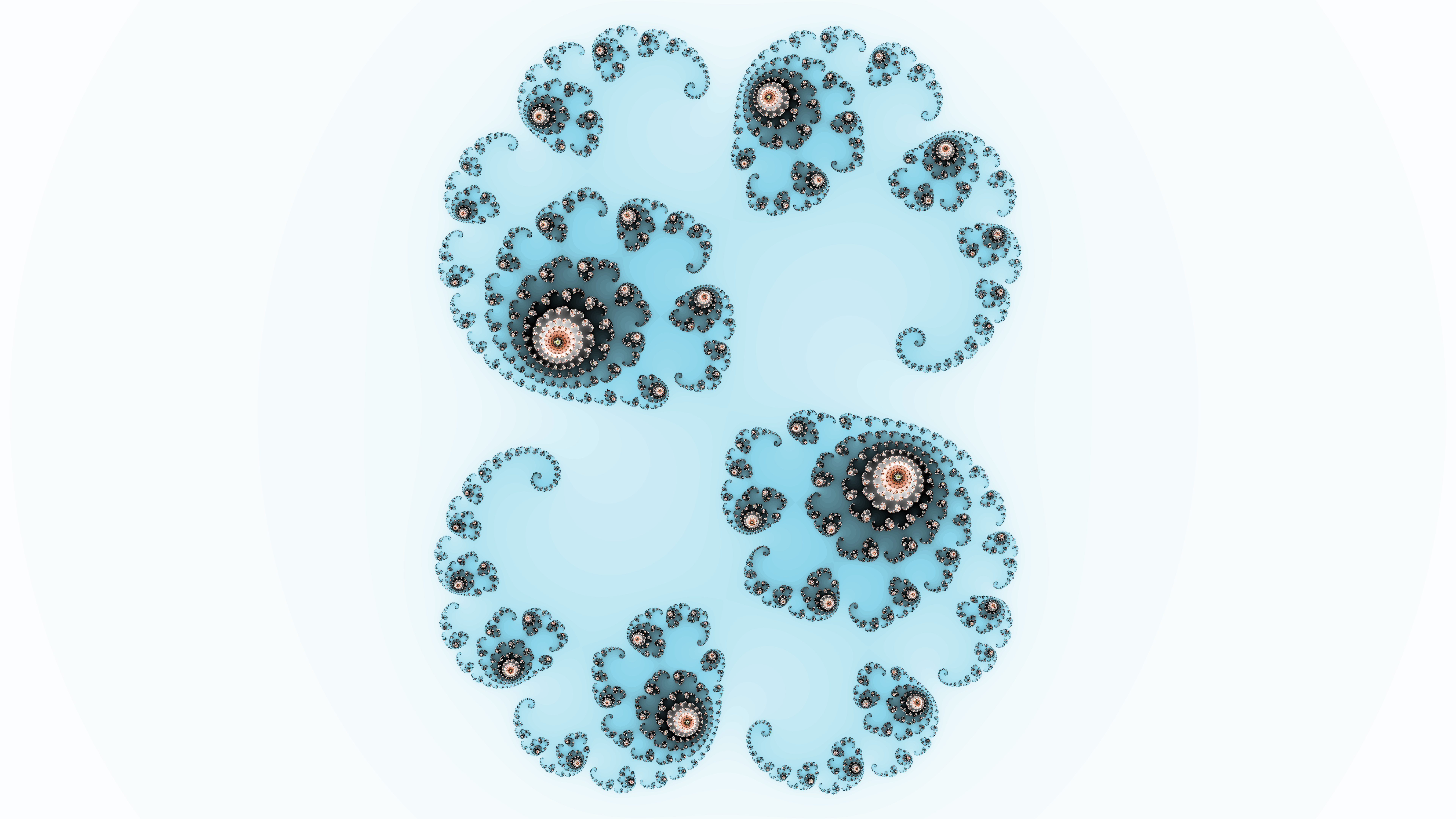
Conjunto de Julia Cheio P(z) =z2+ 0.285 + 0.01i.
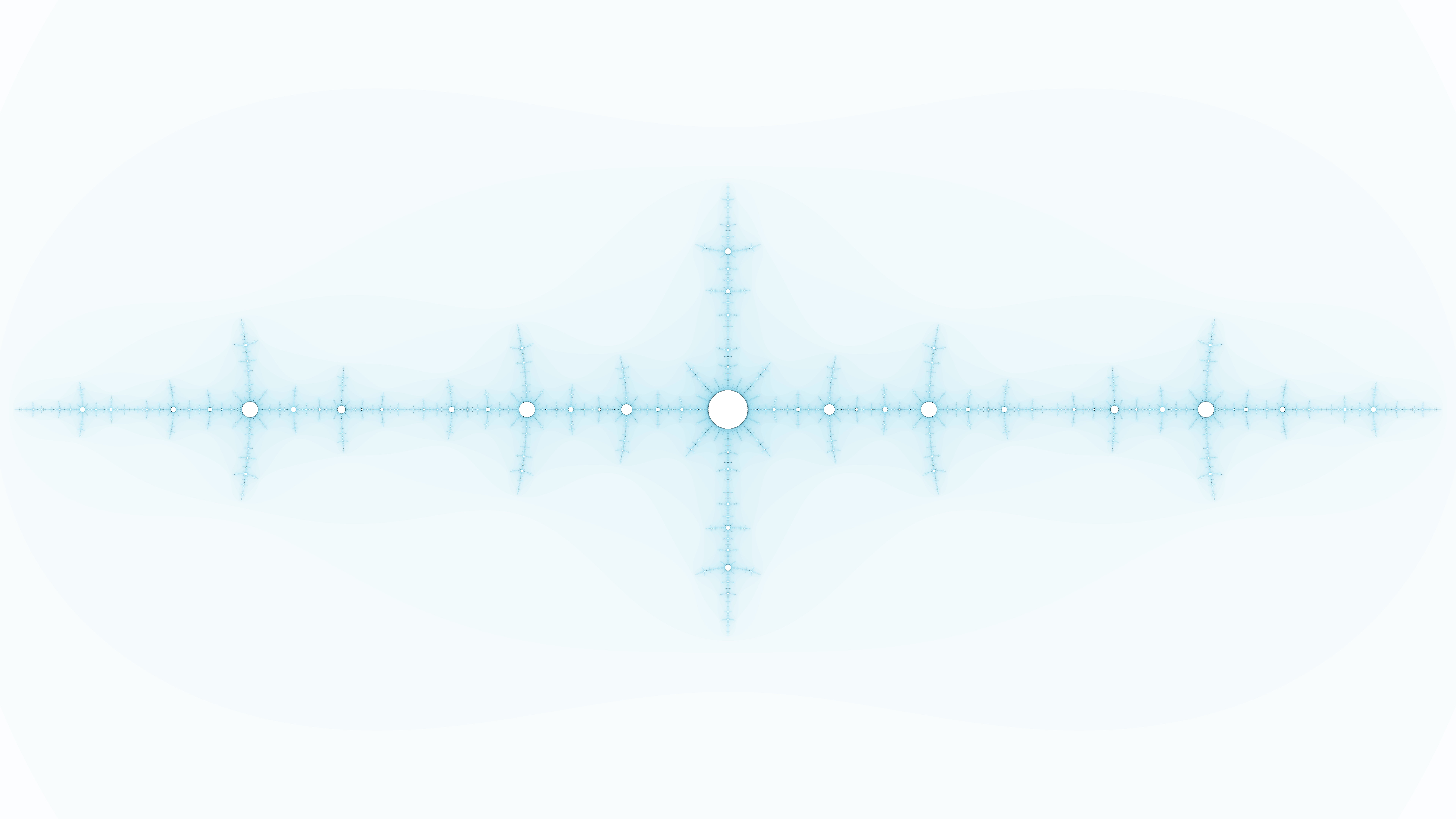
Conjunto de Julia Cheio P(z) =z2 -1.476.